# Ouah-Sout
Ouah-Sout (Égyptien ancient : Ouah Sout Khâkaouré maâ kherou en Abdjou, c'est-à-dire « Durables sont les fondations de Khâkaourê, justifié, en Abydos ». est une ville située au sud d'Abydos en Moyenne-Égypte. Le nom de la ville indique qu'elle a été construite à l'origine comme une partie périphérique d'Abydos, mise en place par l'État égyptien comme logement pour les personnes travaillant dans et autour du complexe funéraire du pharaon Sésostris III de la XIIe dynastie, à l'apogée du Moyen Empire.
Ce complexe comprend le temple mortuaire, la ville de Ouah-Sout et une tombe creusée dans la roche sous la « Montagne d'Anubis », une colline voisine de forme pyramidale. La ville a continué d'exister pendant au moins cent-cinquante ans, jusqu'à la XIIIe dynastie, lorsqu'elle était proche d'une nécropole royale comprenant les tombes de Neferhotep Ier et Sobekhotep IV. Un document atteste son existence pendant le Nouvel Empire, beaucoup plus tardif.

## Historique de la ville
Ouah-sout a été construite pendant le Moyen Empire, à la XIIe dynastie. Le gouvernement égyptien l'a construit pour les ouvriers qui construisaient le temple mortuaire de Sésostris III. Sésostris III a régné à l'apogée du Moyen Empire, vers 1850 avant notre ère. Selon Joseph Wegner, ce pharaon a mis en place de nombreux changements gouvernementaux, qui ont établi une rupture dans la chronologie du Moyen Empire entre la période précoce précédente et la période tardive qui a suivi. En dehors de ces textes, les archives archéologiques témoignent également de ces changements.
L'un des changements majeurs apportés par Sésostris III, dont on retrouve l'importance à Ouah-Sout, est l'importance des maires. Le travail du maire est effectué sous la direction directe des fonctionnaires du gouvernement royal. Ils étaient importants dans leur ville ainsi que dans les environs. Ils détiennent de multiples titres au sein de la communauté, notamment celui de responsable des aspects économiques et administratifs de la ville et du temple. Ce degré de changement du gouvernement a directement conduit à un gouvernement plus centralisé.
De nombreux changements culturels et religieux ont eu lieu en Égypte pendant le Moyen Empire. L'utilisation d'amulettes comme symboles divins a augmenté de manière drastique au cours de cette période. Le scarabée est devenu le plus reconnaissable. Il est connu pour symboliser le cycle solaire et la renaissance. De telles amulettes ont été retrouvées dans tout le complexe de Ouah-Sout sous la forme de sceaux de fonctionnaires. Elles semblent être liées aux enterrements, mais aussi portées de leur vivant.
Les baguettes magiques sont un autre symbole religieux découvert. Ces baguettes sont décorées d'images divines et souvent de hiéroglyphes. Ces baguettes représentent la même chose que les amulettes en forme de scarabée, le cycle solaire et symbolisent la renaissance. On a constaté qu'elles étaient surtout utilisées dans les rituels d'accouchement pour protéger l'enfant et le faire naître en bonne santé. Ils étaient ensuite enterrés dans les tombes de leurs propriétaires féminins. Outre les baguettes magiques, on sait que les briques de naissance étaient également utilisées. Elles étaient similaires aux baguettes magiques, mais elles étaient utilisées physiquement pendant le travail pour faciliter la tâche des femmes et protéger le bébé. La combinaison de ces aspects physiques et de certains des sorts trouvés textuellement permet de comprendre les rituels du Moyen Empire entourant la naissance.
Le complexe d'Abydos Sud montre la complexité des changements culturels qui définissent le Moyen Empire. En tant que ville construite par le gouvernement du Moyen Empire, Ouah-Sout était disposée orthogonalement sur le système de la coudée. La ville et le temple mortuaire étaient tous deux faits des mêmes briques crues, ce qui montre qu'ils ont été construits en même temps et créés l'un pour l'autre.
La ville est mentionnée à plusieurs reprises dans les textes égyptiens. Elle apparaît avec son nom complet sur un papyrus du Moyen Empire trouvé au Ramesséum. Elle est également mentionnée dans le papyrus Brooklyn 35.1446, qui date de la XIIIe dynastie. Ouah-Sout apparaît dans une liste de villes dans la tombe du vizir du Nouvel Empire Rekhmirê.

## Fouilles archéologiques
En 1901-1902, Charles Trick Currelly, Arthur Weigall, Edward Russell Ayrton et William Matthew Flinders Petrie ont trouvé le temple et la tombe de Sésostris III. Lors de leur première saison à Abydos Sud, ils découvrent la tombe cachée et un temple en bordure de la culture qui est dans l'axe. Ils ont fouillé la nécropole environnante, y compris les tombes royales S9 et S10.
L'archéologue suivant à travailler à Abydos Sud est arrivé en 1994. Josef Wegner, travaillant sous la direction de David O. Conner, a commencé ses travaux de terrain à Abydos Sud en 1991. En 1994, il a découvert une partie de la ville d'Abydos Sud. Depuis, il travaille sur la ville et le temple mortuaire, qui sera plus tard connu sous le nom de Ouah-Sout.

## Complexe funéraire de SésostrisIII

### Temple mortuaire
Le temple mortuaire de Sésostris III est situé à l'extérieur des murs de la ville de Ouah-Sout, au nord, le long de la ligne de culture. Il était utilisé par le culte de Sésostris III pour l'honorer après sa mort. Une ville construite par le gouvernement se trouvait à proximité pour loger ceux qui utilisaient et prenaient soin du temple. Les preuves archéologiques montrent que le temple était utilisé pour honorer le roi. Ces preuves proviennent de la construction du temple ainsi que des zones environnantes.
Le temple était construit en pierre calcaire avec un mur extérieur en briques crues. L'entrée principale consistait en un pylône en briques crues avec une porte d'entrée. La porte était précédée d'une chaussée menant à la culture. Cette entrée semblait n'être utilisée que lors des rituels de culte. Des portes latérales menaient au temple pour tous les autres accès. L'entrée principale menait à la cour centrale utilisée uniquement pour les activités cultuelles et les occasions spéciales. L'intérieur du temple se composait de trois chambres principales, chacune consacrée à une fonction différente. Des rues intérieures permettaient d'accéder aux chambres situées de part et d'autre de la chambre centrale. Cela avait pour but de préserver le caractère sacré de la chambre centrale.
Le « bloc ouest » se composait de logements et de quartiers administratifs, séparés en trois unités différentes, constituées de plusieurs pièces de différentes tailles. Dans les pièces considérées comme des unités d'habitation, on a trouvé des foyers et des céramiques domestiques. Les céramiques utilisées pour la cuisson dataient de la fin de la XIIe dynastie. Un dépôt d'ordures, appelé déchet, a été découvert le long de l'extérieur des murs du temple ouest. À l'intérieur de ces déchets, on a trouvé des poteries utilisées pour la cuisine et les pratiques domestiques ainsi que des sceaux administratifs et d'autres débris. Les sceaux suggèrent que cette section du temple abritait des employés administratifs. Le personnel administratif travaillait probablement dans le bloc ouest, comme le surveillant du temple, le directeur du phyle, le scribe du temple et leurs assistants.
Le « bloc est » était composé de cinq unités distinctes qui n'étaient pas aussi préservées que le bloc ouest. Le bloc est semblait être utilisé pour le stockage à long et à court terme pour les activités cultuelles, la préparation à la prêtrise et aux activités cultuelles et les activités post-rituelles. Une grande partie de l'information sur le bloc est provient de son dépôt de déchets, qui était situé directement derrière le côté est du temple. Il contenait de grandes quantités de céramiques (la plupart intactes), d'os d'animaux et de bouchons de jarres en terre. Une grande partie de ce qui a été trouvé semblait provenir des activités du culte.
Un dépôt d'ordures séparé desservait la chambre centrale. Il se trouvait devant et sur le côté de l'entrée principale. Ses céramiques étaient toutes similaires, ce qui laissait penser que les ordures provenaient des activités du culte. On a trouvé de nombreuses jarres à bec représentant des offrandes liquides, très probablement de la bière. De nombreux sceaux administratifs étaient présents. Entre le temple et la ville, un champ de production a été découvert. On a trouvé une zone pleine de tessons de poterie couvrant près de 6 000 mètres carrés. Des poteries liées à la production de pain et de bière ont été trouvées en abondance. Un bâtiment non loin de l'entrée est du temple, qui semblait être lié au stockage dans les galeries du bloc est. À une cinquantaine de mètres à l'est du temple, un autre groupe de bâtiments semble avoir été utilisé comme pièces d'approvisionnement et de stockage pour la zone de production. Cette zone de production semble avoir été utilisée pour les activités du temple.

### Tombe cachée
La tombe est située à la base des falaises du désert et est entourée d'un mur d'enceinte en briques crues en forme de T. Weigel a déduit à qui appartenait la tombe d'après son orientation dans l'axe du temple mortuaire de Sésostris III. Currelly a découvert une tombe souterraine de 170 mètres de long menant sous le djebel.
Lors de sa découverte, la tombe avait été pillée. Les murs et le plafond de la première chambre principale étaient faits de fins blocs de calcaire blanc. Le plafond semblait être constitué de longues perches sculptées placées côte à côte. Il était sculpté de manière exquise. De cette chambre partaient deux longs passages dans les falaises. Ces chambres n'étaient pas des lignes dans la pierre, mais la roche était soigneusement découpée et grossièrement polie. Elles étaient toutes les deux grandes, et atteignent la fin de la tombe. Dans la chambre calcaire, les pilleurs ont apparemment ciselé les murs et les plafonds à la recherche d'un butin.
Quand ils ont percé le plafond, ils ont trouvé un autre passage au-dessus. Cette zone était aménagée comme la première, avec des chambres de chaque côté. Les lignes de passage principales étaient en calcaire blanc fin et celles qui en partaient étaient polies. Derrière les murs d'une de ces chambres, un autre passage a été trouvé. Ce bouchon se trouvait à 64 pieds du passage extérieur et était en granit pur. Les pilleurs ont dû créer un tunnel en dessous pour le traverser. Ils ont également créé un tunnel sur le côté du bouchon et ont fini par tomber dans une autre pièce. Celle-ci était tapissée de blocs de grès quartzite de la taille exacte des murs. Au-delà, il y avait un autre passage fait de roche naturelle. Il menait à la dernière pièce qui était à nouveau tapissée du même grès quartzite. Dans cette pièce, se trouvait un grand sarcophage fait de granit rouge. À l'intérieur se trouvait une boîte canope en granit avec un couvercle en quartzite. Des plats en albâtre ont été retrouvés brisés, probablement par les pilleurs, le long de l'intérieur, mais aucun corps n'a été retrouvé. Aucune inscription n'a été trouvée dans la tombe ou sur le sarcophage. Currelly pense que le pillage a eu lieu à la fin de la XIIe dynastie.

### Ville
La ville de Ouah-Sout a été découverte en 1901-1902. Currelly pensait qu'elles faisaient partie du temple d'Ahmôsis Ier du Nouvel Empire. La maison semble être équidistante du temple de Sésostris III et de celui d'Ahmôsis Ier, à côté de l'endroit où le bâtiment A a été trouvé. Plus de 90 ans plus tard, Wegner a découvert une plus grande partie de la ville, établissant les manoirs trouvés par Currelly comme faisant partie des maisons d'élite. La première partie de la ville découverte est le bâtiment nord-ouest, qui sera plus tard connu comme la maison du maire. La ville est disposée selon le système de la coudée, où le bâtiment A et les maisons plus grandes sont disposés en blocs de cent coudées de large avec une rue de cinq coudées de large entre chaque paire de maisons jumelées. Le bâtiment A forme l'angle sud-ouest de la ville. L'angle sud-ouest n'a pas été localisé. En 1999, la façade du bâtiment A a été découverte, ainsi qu'une rue de cinq coudées orientée est-ouest. Une grande partie de l'ancienne Ouah-Sout se trouve sous la ville moderne et la zone de culture.

#### Maison du Maire
La maison du maire, (bâtiment A), a été découverte en 1994. Au cours des deux premières saisons, 1994 et 1997, Wegner et son équipe ont mis au jour une majorité du bâtiment. La partie principale du bâtiment est la résidence centrale. L'entrée principale de la résidence est un portique à colonnes donnant sur une grande cour. Au-delà du portique se trouvent trois grandes pièces, qui constituent la partie principale de la résidence. À côté des pièces principales se trouvent neuf pièces plus petites et une cour plus petite. Les petites pièces devaient être les chambres à coucher et les pièces connexes. La cour attachée au portique était pavée comme le reste de la résidence centrale et semblait être utilisée pour la préparation et le stockage de la nourriture d'après les bacs de stockage construits dans les murs extérieurs, la quantité de poterie trouvée éparpillée et la quantité de matière organique. Derrière la résidence principale se trouvent des bureaux utilisés par le maire et son administration.
Wegner a mis au jour un grenier à dix blocs, une série de structures de stockage secondaires, des activités réalisées sur le côté ouest, et a fouillé l'angle nord-ouest. Ce grenier de style bloc n'apparaît dans les archives archéologiques que sous la XIIe dynastie. Il s'agissait d'un grenier à grains fonctionnel et de grand volume, d'après les dépôts trouvés à l'intérieur des pièces. La taille et l'emplacement du grenier, à côté de la grande cour centrale, suggèrent que la résidence du maire gérait l'économie de la ville et que les résidences plus petites en dépendaient pour leurs céréales. Le grenier a ensuite été transformé en résidence pour une femme nommée Reniseneb, qui était fille de roi, au cours de la XIIIe dynastie.
Le côté extérieur ouest du bâtiment A comprenait une chambre d'approvisionnement en eau. La chambre d'approvisionnement en eau était une pièce souterraine aux murs épais, jonchée de jarres à eau à col cassé. Une quantité extrême de graines de nabaq (arbres fruitiers qui peuvent être utilisés dans le pain, mangés seuls, ou utilisés pour la médecine). De nombreux fruits étaient décomposés sur le sol, ce qui implique qu'ils ne semblent pas être utilisés pour la nutrition. Ils semblent être utilisés comme brise-vent du désert ou pour le jardinage.

#### Maisons des élites
Les maisons des élites de Ouah-Sout se trouvent le long de la grille avec la maison du maire. Elles sont étiquetées B-F. Ces maisons sont grandes, mais pas tout à fait aussi grandes que la maison du maire. Elles sont situées par groupes de quatre, chacune mesurant cent coudées. Ces maisons sont des copies exactes les unes des autres, des versions plus petites de la résidence centrale de la maison du maire. L'entrée de la résidence principale de ces deux maisons est un portique suivi de trois pièces principales. Au-delà de ces pièces se trouvent les pièces annexes et les quartiers d'habitation. Chaque maison possède une cour devant le portique et quelques pièces administratives, comme la maison du maire.
Les manoirs trouvés par Currelly sont dans l'axe de la maison du maire. Comme on peut le voir sur le plan de la ville, elles sont, pour la plupart, disposées exactement comme les bâtiments B et D. Pour ces raisons ainsi que pour la proximité du site de Ouah-Sout, on pense qu'elles font partie de la ville.

#### Brique de naissance
La brique de naissance est un objet magique utilisé lors de l'accouchement. On a trouvé une telle brique, qui est mentionnée à plusieurs reprises dans les textes. Elle est faite de briques non cuites mesurant 17 × 35 cm et peintes d'images divines. Elle est utilisée pour protéger magiquement l'enfant et la mère. La face inférieure représente une mère tenant son enfant, flanquée de deux femmes qui semblent être des sages-femmes et des prêtresses d'Hathor qui ont aidé la mère à accoucher. Derrière elles se trouve le symbole d'Hathor, une tête de vache cornue perchée sur un bâton. Hathor est étroitement liée à la fertilité et à l'accouchement. Les quatre autres faces qui ont été quelque peu préservées représentent des divinités zoomorphes et anthropomorphes, que l'on retrouve également sur les baguettes magiques. Les symboles qui ont été suffisamment préservés pour être analysés comprennent un serval et un couple de déesses. Le chat sauvage qui se déplace dans le coin inférieur gauche de la face E est un symbole qui est entièrement présent sur la brique. Le chat est un symbole iconique de l'incarnation solaire en Égypte. Ceci est également lié aux baguettes magiques du Moyen Empire. L'image d'une déesse nue tenant deux serpents dans ses mains est importante. Bien que sa tête n'ait pas été préservée, elle est tournée vers l'avant et est une déesse d'après son corps bleu ciel. Elle ressemble à celles que l'on trouve sur les baguettes magiques, bien qu'il n'en existe que quelques-unes à des fins de comparaison. Elle est similaire à la « maîtresse des animaux » que l'on trouve en Mésopotamie et qui est toujours représentée dans une nudité frontale complète, soit flanquée d'animaux, soit les saisissant. Le côté de la brique de naissance, qui semble être le sommet et le plus important, n'a pas survécu.
La brique de naissance aurait pu être utilisée comme une brique meskhenet. Ces briques étaient utilisées dans le processus physique de l'accouchement. Un ensemble de quatre briques était mis en place, deux briques empilées ensemble et disposées parallèlement les unes aux autres. La femme enceinte se tenait dessus et s'accroupissait pour accoucher. Pendant ce temps, un sort magique pouvait être lancé pour protéger l'enfant, comme on le fait avec les baguettes magiques. La brique de naissance a été trouvée dans le bâtiment A, dans le quadrant nord-ouest, dans la zone résidentielle de sept pièces.